# Prva slovenska nogometna liga (2023/2024)
Prva slovenska nogometna liga 2023/2024 (oficjalnie znana jako Prva liga Telemach Slovenije ze względu na sponsoring) była 33. edycją najwyższej klasy rozgrywkowej piłki nożnej w Słowenii.
Brało w niej udział 10 drużyn, które w okresie od 22 lipca 2023 do 19 maja 2024 rozegrały 36 kolejek meczów.
Sezon zakończył baraż o miejsce w przyszłym sezonie w Prva slovenska nogometna liga.
Obrońcą tytułu była drużyna Olimpija Lublana. Mistrzostwo po raz drugi w historii zdobyła drużyna Celje.

## Drużyny
| Uczestnicy poprzedniej edycji                                                                                 | Uczestnicy poprzedniej edycji | Uczestnicy poprzedniej edycji | Uczestnicy poprzedniej edycji |
| --- | ----------------------------- | ----------------------------- | ----------------------------- |
| OLL | Olimpija Lublana              | 1                             |                               |
| CEL | NK Celje                      | 2                             |                               |
| MAR | NK Maribor                    | 3                             |                               |
| DOM | NK Domžale                    | 4                             |                               |
| MUR | NŠ Mura                       | 5                             |                               |
| KOP | FC Koper                      | 6                             |                               |
| RDM | NK Radomlje                   | 7                             |                               |
| BRA | Bravo                         | 8                             |                               |
| Awans z 2. SNL                                                                                                |                               |                               |                               |
| ROG | NK Rogaška                    | 1                             |                               |
| po barażach                                                                                                   |                               |                               |                               |
| ALU | NK Aluminij                   | 2                             |                               |
| Oznaczenia: - kolumna pierwsza – skróty nazw drużyn, - kolumna trzecia – miejsce zajęte w poprzednim sezonie. |                               |                               |                               |

## Tabela
| Lp. | Drużyna            | M  | Z  | R  | P  | B+ | B- | +/– | Pkt | Kwalifikacja lub spadek                         |
| --- | ------------------ | -- | -- | -- | -- | -- | -- | --- | --- | ----------------------------------------------- |
| 1   | NK Celje (M)       | 36 | 24 | 7  | 5  | 75 | 34 | +41 | 79  | Liga Mistrzów UEFA • I runda kwalifikacyjna     |
| 2   | NK Maribor         | 36 | 19 | 10 | 7  | 67 | 35 | +32 | 67  | Liga Europy UEFA • I runda kwalifikacyjna       |
| 3   | Olimpija Lublana   | 36 | 18 | 10 | 8  | 69 | 44 | +25 | 64  | Liga Konferencji UEFA • II runda kwalifikacyjna |
| 4   | NK Bravo           | 36 | 12 | 14 | 10 | 42 | 42 | 0   | 50  | Liga Konferencji UEFA • I runda kwalifikacyjna  |
| 5   | FC Koper           | 36 | 12 | 12 | 12 | 51 | 49 | +2  | 48  |                                                 |
| 6   | NŠ Mura            | 36 | 11 | 10 | 15 | 42 | 55 | −13 | 43  |                                                 |
| 7   | NK Domžale         | 36 | 13 | 4  | 19 | 52 | 60 | −8  | 43  |                                                 |
| 8   | NK Rogaška (W, P)  | 36 | 10 | 6  | 20 | 37 | 64 | −27 | 36  | wykluczona, spadek do 2. SNL                    |
| 9   | NK Radomlje (B, U) | 36 | 7  | 12 | 17 | 33 | 51 | −18 | 33  | baraż o 1. SNL                                  |
| 10  | NK Aluminij (S)    | 36 | 8  | 7  | 21 | 37 | 71 | −34 | 31  | spadek do 2. SNL                                |

1. 1 2  Mecze bezpośrednie, liczba punktów: Mura 9, Domžale 3.
2. 1 2  22 maja 2024 Słoweński Związek Piłki Nożnej odwołał baraże, pomiędzy NK Radomlje a NK Nafta 1903 o ostatnie miejsce w PrvaLidze na następny sezon. NK Rogaška, która w PrvaLidze zajęła ósme miejsce, nie uzyskała licencji na rozgrywki i została wykluczona z ligi[2].

## Wyniki
| Gospodarz \ Gość | ALU | BRA | CEL | DOM | KOP | MAR | MUR | OLI | RAD | ROG | ALU | BRA | CEL | DOM | KOP | MAR | MUR | OLI | RAD | ROG |
| ---------------- | --- | --- | --- | --- | --- | --- | --- | --- | --- | --- | --- | --- | --- | --- | --- | --- | --- | --- | --- | --- |
| NK Aluminij      |     | 1–1 | 2–2 | 0–5 | 3–2 | 1–0 | 0–1 | 4–5 | 0–2 | 1–2 |     | 1–1 | 1–3 | 1–3 | 1–2 | 0–2 | 2–0 | 0–4 | 1–1 | 0–1 |
| NK Bravo         | 2–0 |     | 0–2 | 3–2 | 0–3 | 2–1 | 2–0 | 4–2 | 0–2 | 2–0 | 0–0 |     | 0–0 | 1–3 | 0–0 | 1–1 | 1–1 | 1–1 | 1–1 | 3–2 |
| NK Celje         | 1–3 | 2–1 |     | 3–1 | 2–0 | 2–0 | 5–0 | 0–1 | 1–0 | 2–0 | 2–2 | 2–1 |     | 2–3 | 2–1 | 1–1 | 4–1 | 1–0 | 2–1 | 4–1 |
| NK Domžale       | 2–1 | 1–1 | 1–2 |     | 1–2 | 1–2 | 0–2 | 0–2 | 3–0 | 3–0 | 2–0 | 1–3 | 2–1 |     | 1–0 | 1–1 | 3–5 | 1–3 | 1–1 | 0–1 |
| FC Koper         | 4–1 | 1–1 | 1–1 | 0–1 |     | 3–3 | 1–3 | 2–1 | 1–0 | 3–0 | 2–1 | 0–0 | 1–3 | 3–1 |     | 1–1 | 2–1 | 2–4 | 0–1 | 1–2 |
| NK Maribor       | 1–0 | 2–1 | 0–1 | 1–1 | 0–1 |     | 3–1 | 3–1 | 3–1 | 2–1 | 7–0 | 2–1 | 3–1 | 3–0 | 3–1 |     | 5–0 | 2–1 | 1–0 | 3–0 |
| NŠ Mura          | 1–0 | 1–1 | 0–2 | 2–3 | 2–2 | 0–0 |     | 1–3 | 0–2 | 3–1 | 3–1 | 1–2 | 1–3 | 1–0 | 1–1 | 3–0 |     | 1–1 | 0–0 | 1–2 |
| Olimpija Lublana | 0–0 | 1–1 | 2–4 | 2–1 | 1–1 | 2–1 | 1–0 |     | 1–1 | 5–0 | 5–0 | 0–1 | 1–1 | 1–0 | 3–2 | 1–2 | 0–0 |     | 2–2 | 2–2 |
| NK Radomlje      | 0–2 | 1–2 | 0–4 | 3–1 | 1–1 | 0–4 | 1–1 | 0–2 |     | 1–3 | 1–2 | 0–1 | 1–1 | 2–0 | 1–1 | 2–2 | 1–2 | 1–3 |     | 1–0 |
| NK Rogaška       | 0–1 | 2–0 | 0–4 | 1–2 | 0–1 | 2–2 | 0–2 | 0–2 | 1–1 |     | 1–4 | 2–0 | 1–2 | 4–1 | 2–2 | 0–0 | 0–0 | 2–3 | 1–0 |     |

1. ↑  Mecz 21. kolejki (18 lut) między NŠ Mura a NK Maribor został przerwany w 58 minucie przy wyniku 0-2 z powodu wyrzucenia materiałów pirotechnicznych z sektora kibiców Mariboru na boisko i wokół niego. Sześciu członków Mury zostało rannych, a dwóch miało poważne uszkodzenia słuchu i oparzenia[6]. Mecz został zweryfikowany jako walkower 3-0 dla Mura[7].

## Baraż o 1. SNL
NK Rogaška nie uzyskała licencji na grę w Prva Liga. Baraż między NK Radomlje a NK Nafta 1903, drugą drużyną 2. SNL, został odwołany. Obie drużyny zagrały w najwyższej klasie rozgrywkowej w sezonie 2024/2025.

## Najlepsi strzelcy
| Bramki | Strzelcy               | Drużyna            |
| ------ | ---------------------- | ------------------ |
| 18     | Aljoša Matko           | NK Celje           |
| 17     | Arnel Jakupović        | NK Maribor         |
| 16     | El Arbi Hillel Soudani | NK Maribor         |
| 11     | Patrik Mijić           | NK Rogaška         |
| 11     | Matej Poplatnik        | NK Bravo           |
| 10     | Rui Pedro              | Olimpija Lublana   |
| 10     | Amadej Maroša          | NŠ Mura            |
| 9      | Raul Florucz           | Olimpija Ljubljana |
| 9      | Josip Iličić           | Maribor            |
| 9      | Timothé Nkada          | FC Koper           |
| 9      | Jošt Pišek             | NK Domžale         |
| 9      | Madžid Šošić           | NK Radomlje        |

Źródło: 

## Stadiony
| Aluminij               |
| ---------------------- |
| Športni park Kidričevo |
| 600                    |
|                        |

| Bravo                  |
| ---------------------- |
| Športni park Ljubljana |
| 2 308                  |
|                        |

| Celje            |
| ---------------- |
| Stadion Z’dežele |
| 13 059           |
|                  |

| Domžale Radomlje     |
| -------------------- |
| Športni Park Domžale |
| 3 100                |
|                      |

| Koper            |
| ---------------- |
| Stadion Bonifika |
| 4 047            |
|                  |

| Maribor             |
| ------------------- |
| Stadion Ljudski vrt |
| 12 702              |
|                     |

| Mura               |
| ------------------ |
| Stadion Fazanerija |
| 4 506              |
|                    |

| Olimpija Lublana |
| ---------------- |
| Stadion Stožice  |
| 16 038           |
|                  |

| Rogaška         |
| --------------- |
| Stadion Miejski |
| 1 000           |
|                 |

Źródło: 